# Eilema unicolora
Eilema unicolora là một loài bướm đêm thuộc phân họ Arctiinae, họ Erebidae.